# نصف جنيه

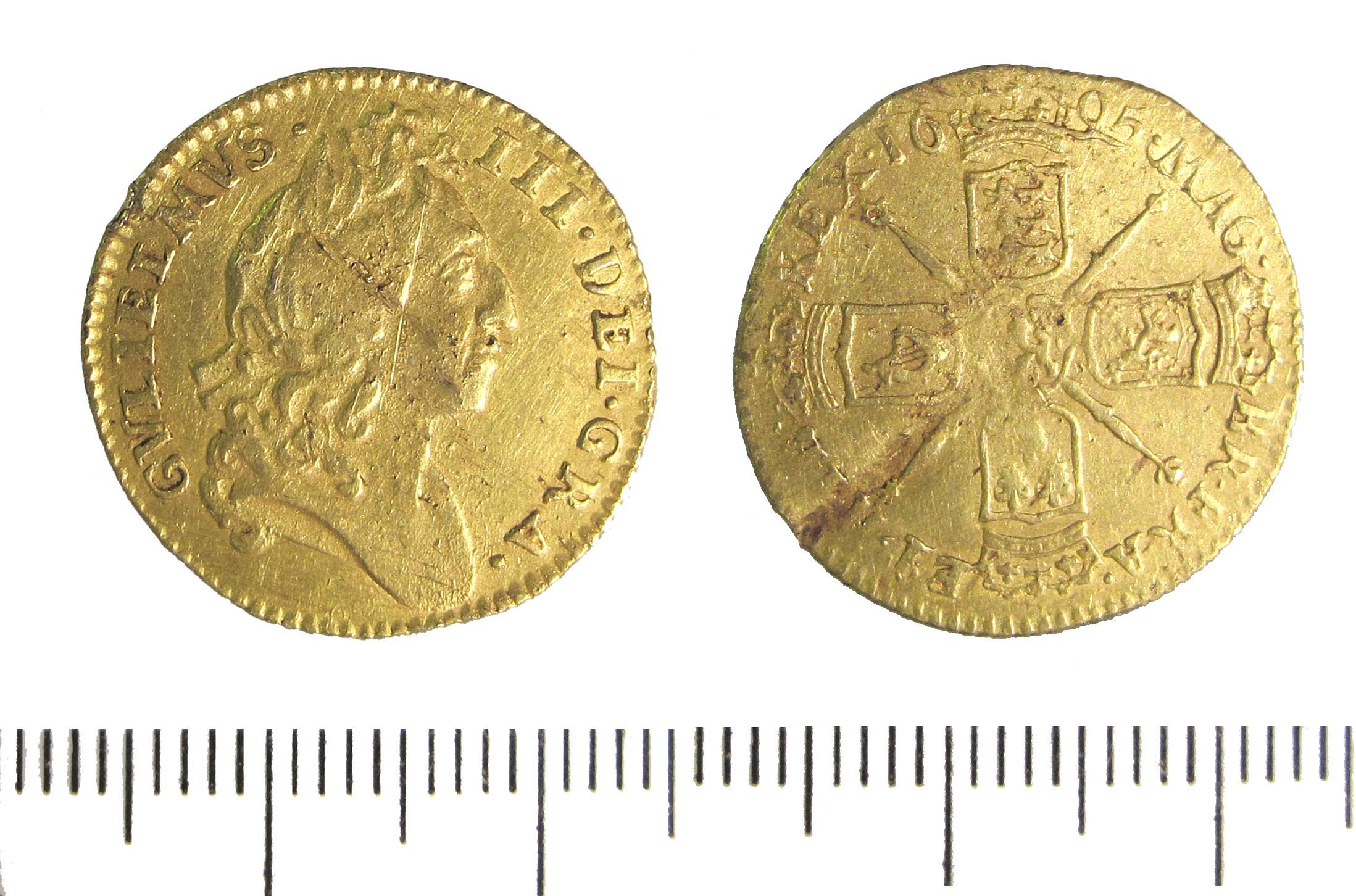
نصف جنيه للملك ويليام الثالث، 1695.

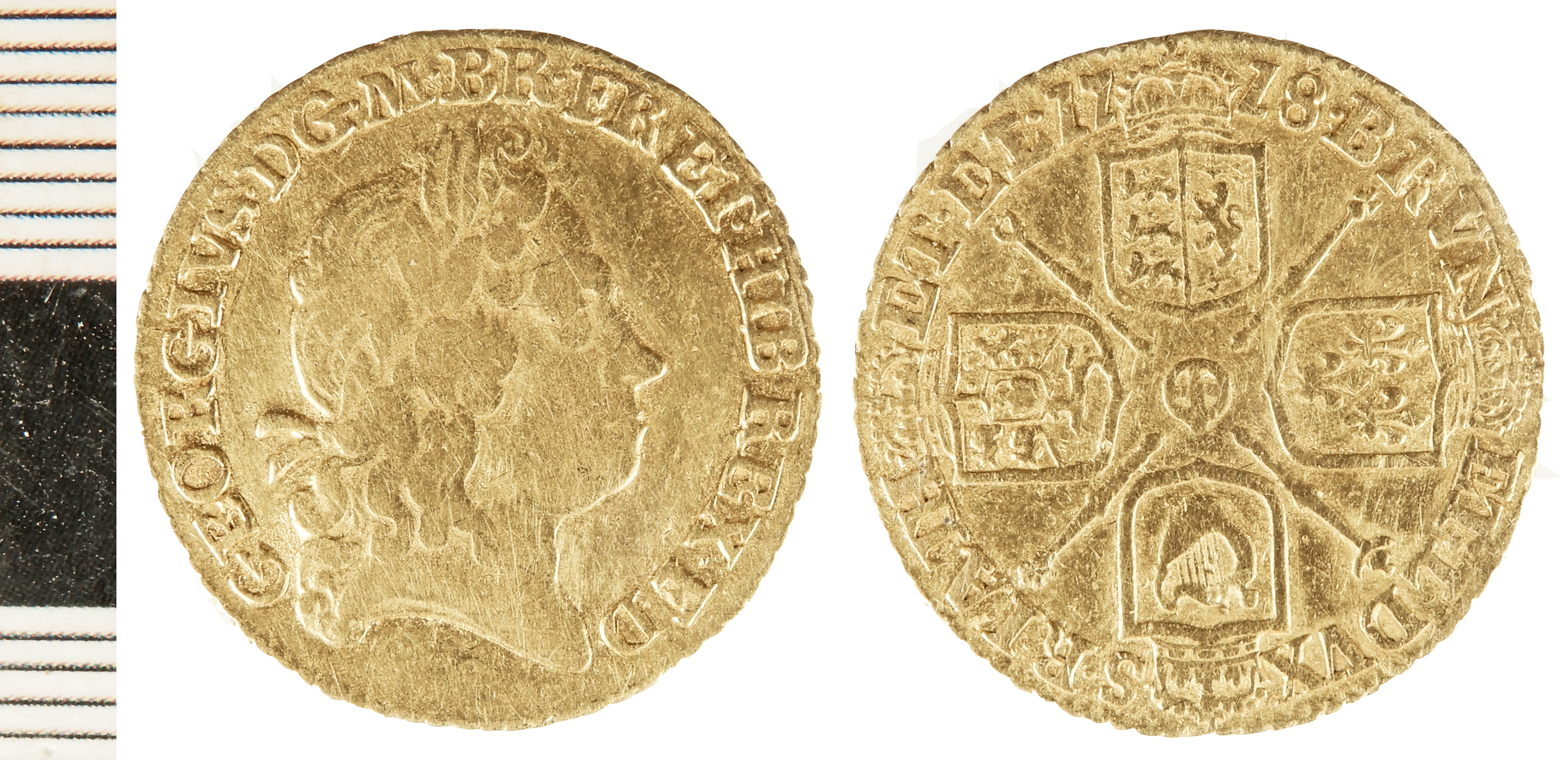
نصف جنيه للملك جورج الأول، 1717.

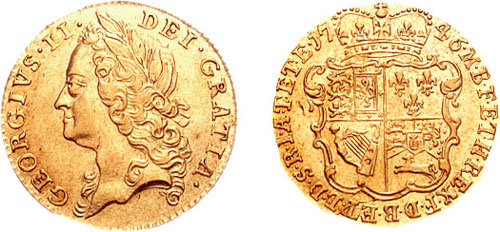
نصف جنيه للملك جورج الثاني، 1746.

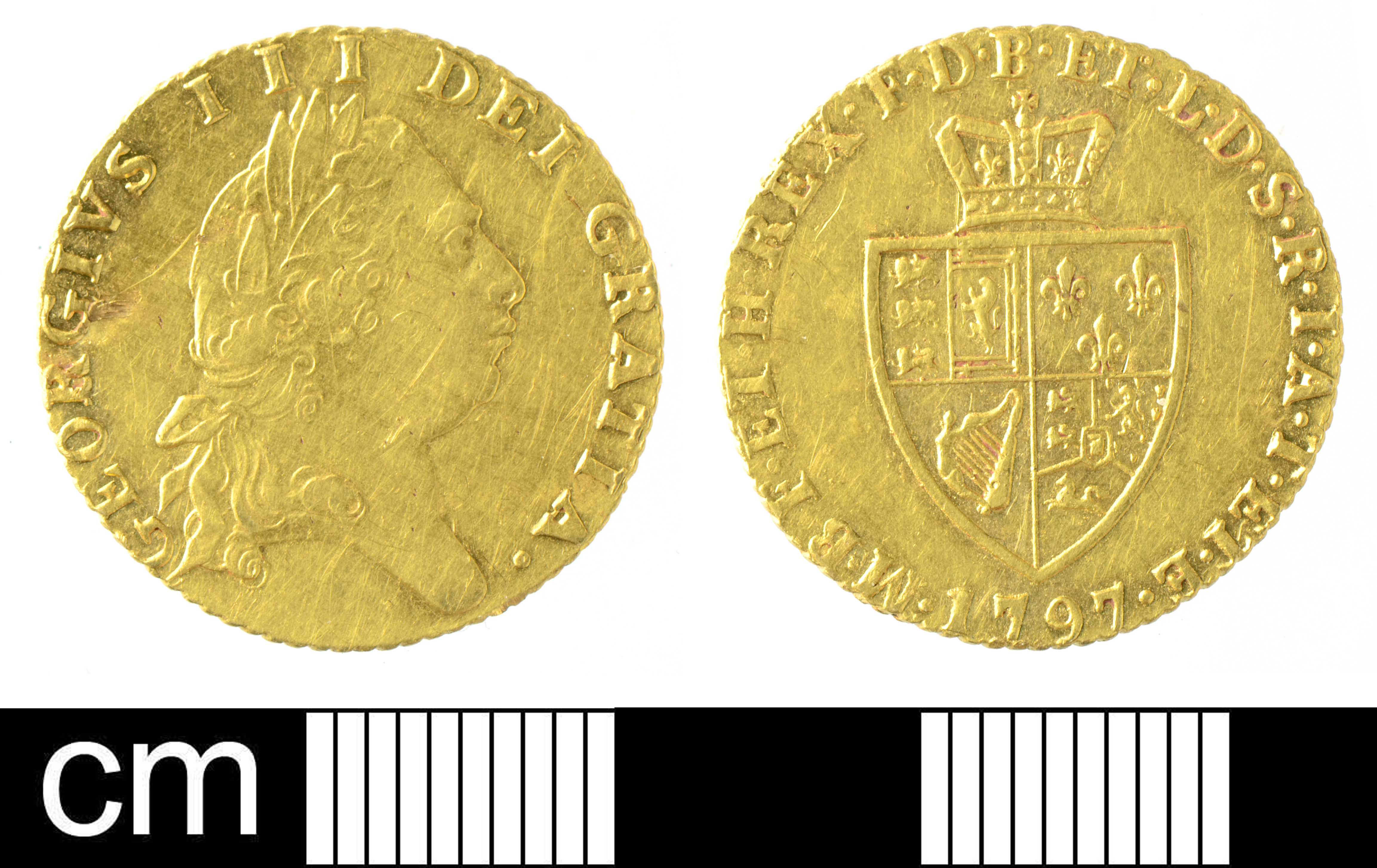
نصف جنيه للملك جورج الثالث، 1797.

أنتجت العملة الذهبية نصف جنيه لمملكة إنجلترا وبريطانيا العظمى لاحقًا، لأول مرة في عام 1669، بعد بضع سنوات من دخول الجنيه في التداول، والذي ألغي رسميًا عندما أعيدت العملة الكبرى عام 1816، والعملة استخدمت في تسعير الأسعار حتى النظام العشري.

## قيمة
تقلبت قيمة الجنيه على مر السنين من عشرين إلى ثلاثين شلنًا، ثم عادت إلى واحد وعشرين شلنًا وستة بنسات مع بداية عهد جورج الأول. وحدد الإعلان الملكي الذي صدر في ديسمبر 1717 قيمة الجنيه بواحد وعشرين شلنًا. وهكذا حددت قيمة نصف الجنيه عند عشرة شلنات وستة بنسات (تكتب (10s، 6d، أو 10/6). وزنه 64.719 grain (4.194 غ؛ 0.135 ozt). تبلغ القيمة الحالية لنصف جنيه عام 1717 حوالي 75 جنيهًا إسترلينيًا. وعلمة نصف جنيه ذهبي إذا كانت في حالة جيدة سيكون أكثر قيمة بكثير.

## تاريخ

### تشارلز الثاني
وفي عهد الملك تشارلز الثاني، ظهر شعار الفيل والقلعة لشركة أفريقيا على بعض العملات المعدنية من عام 1676 إلى 1684، على الرغم من أن الفئة كانت تنتج في جميع السنوات بين 1669 و1684. وزن العملة 4.2 غرامًا وكان قطرها 20 ملم.
صمم الوجه والعكس لهذه العملة، جون روتييه (1631 - ق. 1700 ). وأظهر الوجه تمثالًا نصفيًا ناعمًا متجهًا إلى اليمين للملك وهو يرتدي إكليل الغار، محاطًا بالأسطورة CAROLVS II DEI GRATIA، بينما أظهر الوجه الآخر أربعة دروع صليبية متوجة تحمل أذرع إنجلترا وإسكتلندا وفرنسا وأيرلندا، بينهما أربعة صولجانات، وفي الوسط أربعة حروف "C" مترابطة، محاطة بالنقش MAG BR FRA ET HIB REX date.

### جيمس الثاني
واصل جون روتييه تصميم القوالب لهذه الفئة في عهد الملك جيمس الثاني. في هذا العهد، كانت العملات المعدنية بنفس الأبعاد كما كانت من قبل، وسكت في 1686-1688. واستخدمت علامة الفيل والقلعة على بعض العملات المعدنية فقط في عام 1686، وهي نادرة بشكل خاص. الوجه يظهر رأس الملك متجه لليسار، وهو محاط بالنقش IACOBUS II DEI GRATIA، بينما العكس هو نفسه الموجود في عهد تشارلز الثاني باستثناء حذف حرف "C" المترابط في وسط العملة.

### إستبدال
في إعادة سك العملة الكبرى عام 1816، تم استبدال نصف غينيا بنصف سيادية بقيمة 10 شلن.

## روابط خارجية
- العملات البريطانية